# Лос-Уертос
Лос-Уертос (ісп. Los Huertos) — муніципалітет в Іспанії, у складі автономної спільноти Кастилія-і-Леон, у провінції Сеговія. Населення — 171 особа (2010).
Муніципалітет розташований на відстані близько 80 км на північний захід від Мадрида, 10 км на північний захід від Сеговії.

## Демографія
Динаміка населення (INE ):